# Riu Mataquito
El riu Mataquito és un curt riu costaner de Xile, situat en els límits de les províncies de Curicó i Talca (Regió del Maule).
Es forma per la unió dels rius procedents dels Andes, el Teno (de 120 km de longitud) i el Lontué (que junt amb la seva font el Colorado, assoleix 126 km), els quals es troben a uns 14 km a l'oest de Curicó, corre vers al sud-oest fins al poble de Huerta, després al nord-oest i per fi a l'oest fins a desembocar en l'oceà Pacífic als 35° 4'S i 72° 12 O.
Forma diversos braços, entre els quals hi resten les fèrtils illes Contuntué, Palquivudi i d'altres. És navegable per embarcacions de poc calat.
En la part pantanosa prop de la seva desembocadura s'hi desenvolupà el 29 d'abril de 1557, una de les batalles més cruentes entre araucans i espanyols; l'anomenada batalla de Mataquito.